# Fleurieu Peninsula
Fleurieu Peninsula är en halvö i Australien. Den ligger i delstaten South Australia, omkring 64 kilometer söder om delstatshuvudstaden Adelaide.
Trakten runt Fleurieu Peninsula består till största delen av jordbruksmark. Runt Fleurieu Peninsula är det ganska glesbefolkat, med 23 invånare per kvadratkilometer. Genomsnittlig årsnederbörd är 766 millimeter. Den regnigaste månaden är juni, med i genomsnitt 142 mm nederbörd, och den torraste är december, med 22 mm nederbörd.